# Paphia (mollusque)
Genre
Paphia est un genre de mollusques bivalves de la famille des Veneridae.
Des représentants fossilisés de cette espèce ont été retrouvés dans des strates géologiques allant du Crétacé au Quaternaire. Le plus vieux fossile représentant de la famille des Paphia mis au jour est daté de 112.6 millions d'années avant notre ère.

## Espèces
- Paphia amabilis (Philippi, 1847)
- Paphia crassisulca (Lamarck, 1818)
- Paphia declivis (G. B. Sowerby II, 1852)
- Paphia euglypta (Philippi, 1847)
- †Paphia finlayi Marwick, 1927
- Paphia inflata (Deshayes, 1854)
- †Paphia japonica (Ando, 1953)
- Paphia kreipli M. Huber, 2010
- Paphia lirata (Philippi, 1848)
- Paphia philippiana M. Huber, 2010
- Paphia polita (G. B. Sowerby II, 1852)
- Paphia rotundata (Linnaeus, 1758)
- Paphia schnelliana (Dunker, 1865)
- Paphia semirugata (Philippi, 1847)
- Paphia sulcosa (Philippi, 1847)
- Paphia vernicosa (Gould, 1861)
- †Paphia vetula (Basterot, 1825)[2]

noms en synonymie
- Paphia textile (Gmelin, 1791) = Paratapes textilis (Gmelin, 1791)
- Paphia undulata (Born, 1778) = Paratapes undulatus (Born, 1778)